# 煤山站
煤山站是位于浙江省湖州市长兴县煤山镇新源村的一个铁路车站，邮政编码313117。车站建于1960年，有长牛铁路经过该站，现仅办理货运，不办理客运业务，车站及其上下行区间均未电气化。车站距离长兴站21公里，隶属上海铁路局，是三等站。
电视剧《风再起时》、《铁道游击队》均曾在本站取景，2021年电影《长津湖》中，中国人民志愿军登车赴朝的场景在本站拍摄。